# Wynton Marsalis
Wynton Learson Marsalis (sinh 18 tháng 10 năm 1961) là một tay chơi kèn trumpet và nhà sáng tác nhạc jazz nổi tiếng của Mỹ hiện nay. Ông cũng lừng danh trong lãnh vực nhạc cổ điển. Wynton Marsalis là giám đốc âm nhạc tại Trung tâm nhạc jazz Lincoln. Những lá thư ông gửi cho một nhạc sinh nhạc jazz tên Anthony được in thành sách mang tựa đề "Gửi đến nghệ sĩ nhạc jazz trẻ tuổi".
Wynton Marsalis lớn lên trong đại gia đình Marsalis nổi tiếng trong nền nhạc jazz của Mỹ.
- Cha ông là Ellis Marsalis, chơi dương cầm; có bốn người con nổi tiếng:
- Branford Marsalis, saxophone
- Wynton Marsalis, trumpet
- Delfeayo Marsalis, trombone và sản xuất nhạc
- Jason Marsalis, trống

Ngoài kỹ thuật trình tấu nhạc cổ điển và nhạc jazz điêu luyện, Wynton Marsalis còn có khả năng sáng tác nhạc jazz. Nhạc ông có phong thái tinh vi phức tạp nhưng lại có vẻ trẻ, hiện đại và quần chúng. Tính đến năm 2006, ông đã phát hành 16 đĩa nhạc cổ điển và 30 đĩa nhạc jazz, lãnh 9 giải Grammy, và được trao tặng giải thưởng Pulitzer về âm nhạc, lần đầu tiên giải này về tay một nhạc sĩ nhạc jazz.

## Discography
| Hợp tấu với Art Blakey: - 1981 Album of the Year - 1981 Straight Ahead Dẫn đầu bang nhạc: - 1981 Wynton Marsalis - 1982 Fathers and Sons Columbia Records #FC 37972. - 1983 Trumpet Concertos (Haydn, Mozart, Hummel) - 1983 Think of One - 1984 Haydn: Three Favorite Concertos (with Yo-Yo Ma và Cho-Liang Lin) - 1984 Baroque Music for Trumpet (Purcell, Handel, Torelli, etc.) - 1984 Hot House Flowers - 1985 Black Codes (From the Underground) - 1985 J Mood - 1986 Marsalis Standard Time, Vol. I - 1986 Live at Blues Alley - 1986 Tomasi: Concerto for Trumpet and Orchestra (Tomasi, Jolivet) - 1987 Carnaval - 1989 The Majesty of the Blues - 1989 Best of Wynton Marsalis - 1989 Copland/Vaughan Williams/Hindemith (Eastman Wind Ensemble) - 1989 Portrait of Wynton Marsalis - 1989 Crescent City Christmas Card - 1989 The Majesty of the Blues - 1989 Baroque Music for Trumpets - 1990 Tune In Tomorrow... The Original Soundtrack - 1990 Standard Time Vol. 3: The Resolution of Romance - 1991 Thick In The South: Soul Gestures In Southern Blue, Vol. 1 - 1991 Uptown Ruler: Soul Gestures In Southern Blue, Vol. 2 - 1991 Levee Low Moan: Soul Gestures In Southern Blue, Vol. 3 - 1991 Standard Time Vol. 2: Intimacy Calling - 1992 Concert for Planet Earth Blue Interlude - 1992 Baroque Duet - A film by Susan Froemke * Peter Gelb * Albert Maysles * Pat Jaffe - 1992 Baroque Duet - with Kathleen Battle - 1992 Citi Movement - 1993 On the Twentieth Century...: Hindemith, Poulenc, Bernstein, Ravel - 1994 In This House, On This Morning - 1994 Greatest Hits: Handel | - 1995 Why Toes Tap: Marsalis on Rhythm - 1995 Listening for Clues: Marsalis on Form - 1995 Tackling the Monster: Marsalis on Practice (VHS) - 1995 Sousa to Satchmo: Marsalis on the Jazz Band - 1995 Greatest Hits: Baroque - 1995 Joe Cool's Blues (with Ellis Marsalis) - 1996 In Gabriel's Garden - 1997 Liberty! - 1997 Jump Start and Jazz - 1997 Blood on the Fields - 1998 Classic Wynton - 1998 The Midnight Blues: Standard Time, Vol. 5 - 1999 Reeltime - 1999 Mr. Jelly Lord: Standard Time, Vol. 6 - 1999 Listen to the Storyteller - 1999 Sweet Release and Ghost Story: Two More Ballets by Wynton Marsalis - 1999 Los Elefantes (with Arturo Sandoval), - 1999 At the Octoroon Balls - String Quartet No. 1; A Fiddler's Tale Suite, Franz Joseph Haydn - 1999 Big Train (The Lincoln Center Jazz Orchestra) - 1999 Marsalis Plays Monk: Standard Time, Vol. 4 - 2000 The London Concert - 2000 The Marciac Suite - 2001 Classical Hits, - 2001 Popular Songs: The Best Of Wynton Marsalis - 2002 All Rise - 2002 Trumpet Concertos - 2002 Classic Kathleen Battle: A Portrait - 2003 Half Past Autumn Suite Irvin Mayfield, Basin Street Records - 2003 Mark O'Connor's Hot Swing Trio: In Full Swing - 2004 The Magic Hour - 2004 Unforgivable Blackness: The Rise and Fall of Jack Johnson - 2005 Live at the House of Tribes - 2007 From the Plantation to the Penitentiary - 2007 Here...Now (Internet-Only Album) - 2008 Standards & Ballads (compilation: 1983-1999) - 2008 Willie Nelson & Wynton Marsalis: Two Men With The Blues |